# Derocheilocaris ingens
Derocheilocaris ingens är en kräftdjursart som beskrevs av Robert Raymond Hessler 1969. Derocheilocaris ingens ingår i släktet Derocheilocaris och familjen Derocheilocarididae. Inga underarter finns listade i Catalogue of Life.